# Nauts
Nam Gumin (남구민), művésznevén Nauts dél-koreai videójáték-zeneszerző, 2003 és 2005 között számos alkalommal működött közre a soundTeMP csapatában. Dalai többek között a Talesweaver, a 4leaf, a Ragnarok Online, a Yogurting, a Magna Carta, valamint a DJMax sorozat több videójátékában, illetve a Welcome to Convenience Store the Animation és  a Papepopo Memories animációs sorozatokban is hallhatóak.

## Jelentősebb munkái

### Videójátékok
- 4leaf (2000–2009, Softmax)
- Aquaqu (2009, ActozSoft)
- Bar Oasis (2010, Corners Studio)[3]
- Bar Oasis 1/2 (2012, Corners Studio)[4]
- Bar Oasis 2 (2012, Corners Studio)[4]
- Crazy Arcade: BnB Adventure (2001–2004, Softmax, Nexon)
- DJ Max Fever (2009, Pentavision)
- DJMax Online (2004–2008, Pentavision)
- DJMax Portable 2 (2007, Pentavision)[5]
- DJMax Portable Hot Tunes (2010, Pentavision)[6]
- DJMax Ray (2012, Pentavision)
- DJMax Technika 3 (2011, Pentavision)
- DJMax Technika Q (2013, Planet Team)
- DJMax Technika Tune (2012, Pentavision)
- DJMax Trilogy (2008, Pentavision)
- IL: Soulbringer (2010, Gala Lab)
- Kingdom Under Fire: Heroes (2005, Phantagram)[7]
- Magna Carta: Crimson Stigmata (2004, Softmax)[7]
- Monarch (2011, Maius Games)
- Qurare Magic Library (2014, Palmple)
- Ragnarok Online (2002, Gravity)
- Shooting dedzson Taan (2008–2010, J2MSoft)
- Talesweaver (2001–2006, Nexon, Softmax)[8]
- Tap Sonic (2011, Neowiz Internet)
- Yogurting (2005–2006, Neowiz)

### Egyebek
- Bada – Made in Sea (2006, CJ Music, zenei album)
- Papepopo Memories (2014, Synod, animációs sorozat)
- Scarlet Moon Christmas EP (2014, Scarlet Moon Records, zenei album)[9]
- Welcome to Convenience Store the Animation (2009, Synodus, animációs sorozat)